# Lista de prefeitos de Jundiaí
Esta é a lista de prefeitos e vice-prefeitos do município de Jundiaí, cidade brasileira de São Paulo.
O cargo de prefeito foi criado em 11 de abril de 1835, pela assembleia provincial paulista, em reação aos amplos poderes conferidos pelo Código de Processo Criminal de 1832 às câmaras municipais. Seguiram o exemplo paulista seis províncias do nordeste brasileiro (Alagoas, Ceará, Maranhão, Paraíba, Pernambuco e Sergipe).
Sob a vigente ordem constitucional, essa designação é dada ao funcionário público do Poder Executivo municipal, que exerce seu cargo em função de uma legislatura (mandato), sendo para tanto eleito a cada quatro anos, podendo ser reeleito por mais 4 anos (segundo mandato).
Funções
O poder executivo municipal chefia a administração e comanda os serviços públicos, tendo como comandante o prefeito.
A partir da constituição brasileira de 1934, o cargo de prefeito passou a ser o único, em todo o Brasil, ao qual estão atribuídas as funções de chefe do poder executivo do governo local, em simetria aos chefes dos executivos da União e do estado, portanto, em forma monocrática. Este texto quer dizer que deverá haver harmonia e integração de ação entre as esferas envolvidas sem a intervenção de uma na outra, exceto nos casos previstos na Constituição Federal.
Eleições
O prefeito é eleito por sufrágio universal, secreto, direto, em pleito simultâneo em todo o País, realizado a cada quatro anos, no primeiro domingo de outubro.
E trinta dias após tem lugar o segundo turno, se o eleito em primeiro lugar não atingir 50% dos votos válidos mais um voto, no caso de municípios com mais de duzentos mil eleitores.
Conforme a legislação eleitoral atual no Brasil para tornar-se elegível, exige-se uma série de requisitos;
- Possuir nacionalidade brasileira ou portuguesa (neste caso, o cidadão português deve se encontrar amparado pelo Estatuto de Igualdade entre Portugueses e Brasileiros),
- Título de eleitor em dia e estar em gozo pleno do exercício dos direitos políticos,
- Domicilio eleitoral na circunscrição na qual o candidato se apresenta,
- Filiação partidária,
- Ser alfabetizado (tópico invalidado pela atual constituição brasileira de 1988),
- Desincompatibilização de cargo público — Se ocupa um cargo público deve sair seis meses antes das eleições e voltar caso possa só após seis meses ao pleito eleitoral,
- Renúncia de outro mandado até seis meses antes do pleito e não ser parente afim ou consangüíneo, até segundo grau, ou cônjuge de titular de cargo eletivo; pode, entretanto, ser candidato à reeleição (artigo 14 da Constituição),
- Ter idade mínima de 21 anos.

O prédio da Prefeitura chama-se Paço Municipal Nova Jundiaí.

## Intendentes (1892–1903)
Anteriormente o cargo máximo do poder executivo do município ficava de responsabilidade do intendente em Jundiaí.
| Intendente (Ano Nasc. - Ano Falecimento)         | Período do governo (duração do governo)                              | Referências  |
| ------------------------------------------------ | -------------------------------------------------------------------- | ------------ |
| Capitão Sebastião Pontes ( - 1897)               | 17 de outubro de 1892 até 10 de junho de 1893 (236 dias)             | [ 4 ] [ 5 ]  |
| Antônio Ribeiro Rodrigues                        | 11 de junho de 1893 até 15 de outubro 1893 (126 dias)                | [ 4 ] [ 6 ]  |
| Capitão Fernando Arens (1848 - 1921)             | 16 de outubro de 1893 até 15 de fevereiro de 1895 (1 ano e 122 dias) | [ 4 ] [ 7 ]  |
| Antônio Ribeiro Rodrigues                        | 16 de fevereiro de 1895 até 31 de dezembro de 1895 (318 dias)        | [ 4 ] [ 6 ]  |
| Antônio Damásio dos Santos (1842 - 1898)         | 07 de janeiro de 1896 até 25 de abril de 1897 (1 ano e 108 dias)     | [ 4 ] [ 8 ]  |
| Coronel Joaquim de Siqueira Moraes (1849 - 1935) | 26 de abril de 1897 até 30 de junho de 1897 (65 dias)                | [ 4 ] [ 9 ]  |
| Paulo da Silva Alves (1870 - 1923)               | 01 de julho de 1897 até 22 de novembro de 1898 (1 ano e 144 dias)    | [ 4 ] [ 10 ] |
| Capitão Carlos Del Porto (1870 - 1940)           | 23 de novembro de 1898 até 06 de janeiro de 1899 (44 dias)           | [ 4 ] [ 11 ] |
| Arthur Rodrigues                                 | 07 de janeiro de 1899 até 07 de janeiro de 1900 (1 ano e 0 dias)     | [ 4 ]        |
| Antônio de Souza Freitas                         | 08 de janeiro de 1900 até 08 de janeiro de 1902 (2 anos e 0 dias)    | [ 4 ] [ 12 ] |
| João Maria Gonzaga de Lacerda (1867 - 1931)      | 09 de janeiro de 1902 até 07 de junho de 1903 (1 ano e 149 dias)     | [ 4 ] [ 13 ] |

## Prefeitos (1903–atualmente)
| Nº      | Nome                                              | Imagem                                             | Partido                         | Vice-prefeito e partido                                                 | Início do mandato                                                   | Fim do mandato                                                      | Observações                                               | Referências                                      |
| 1       | João Maria Gonzaga de Lacerda (1867 - 1931)       |                                                    |                                 | Aguinaldo Camilo Andrade                                                | 1903                                                                | 1904                                                                |                                                           |                                                  |
| 2       | Benedito Feliciano de Morais                      |                                                    |                                 | Wagner Pessoa Arthuzo                                                   | 1904                                                                | 1904                                                                |                                                           |                                                  |
| 3       | Francisco de Paula Penteado (1860 - 1922)         |                                                    |                                 | Renato Paiva del Gíudice                                                | 1904                                                                | 1905                                                                |                                                           |                                                  |
| 4       | Benedito Feliciano de Morais                      |                                                    |                                 | Virgilino Quintão Torres Cruz                                           | 1906                                                                | 1906                                                                |                                                           |                                                  |
| 5       | Francisco de Paula Penteado (1860 - 1922)         |                                                    |                                 | Sebastião Alves de Souza Júnior                                         | 1906                                                                | 1911                                                                |                                                           |                                                  |
| 6       | Olavo de Queiroz Guimarães (1872 - 1952)          |                                                    |                                 | Eduardo Alves Castro                                                    | 15/01/1911                                                          | 14/06/1927                                                          |                                                           | [ 14 ]                                           |
| 7       | Valdomiro Lobo da Costa (1895 - 1977)             |                                                    |                                 | Thomaz José Marra de Aquino                                             | 1927                                                                | 1930                                                                |                                                           | [ 15 ]                                           |
| 8       | Francisco de Albuquerque Cavalcanti (1856 - 1937) |                                                    |                                 | Antenor Soares Gandra                                                   | 1930                                                                | 1933                                                                |                                                           | [ 16 ]                                           |
| 9       | Antenor Soares Gandra (1891 - 1946)               |                                                    |                                 | Horácio Soares de Oliveira                                              | 1933                                                                | 12 de fevereiro de 1936                                             |                                                           |                                                  |
| —       | Horácio Soares de Oliveira (1880 - 1954)          |                                                    |                                 | —                                                                       | 13 de fevereiro de 1936 até 4 de junho de 1936 (112 dias)           | 13 de fevereiro de 1936 até 4 de junho de 1936 (112 dias)           |                                                           | Prefeito interino                                |
| 10      | Thomaz Pivetta (1900 - 1991)                      |                                                    | PC                              | —                                                                       | 5 de junho de 1936 até 15 de maio de 1938 (1 ano e 344 dias)        | 5 de junho de 1936 até 15 de maio de 1938 (1 ano e 344 dias)        |                                                           | [ 17 ]                                           |
| 11      | Manuel Anibal Marcondes (1903 - 1943)             |                                                    |                                 | —                                                                       | 15 de maio de 1938 até 22 de novembro de 1943 (5 anos e 191 dias)   | 15 de maio de 1938 até 22 de novembro de 1943 (5 anos e 191 dias)   | Nomeador Ademar de Barros Interventor federal             | [ 18 ] [ 19 ]                                    |
| 12      | Manoel Ildefonso Archer de Castilho (1896 - 1989) |                                                    |                                 | —                                                                       | 2 de dezembro de 1943 até 21 de novembro de 1945 (1 ano e 354 dias) | 2 de dezembro de 1943 até 21 de novembro de 1945 (1 ano e 354 dias) |                                                           | [ 20 ]                                           |
| —       | Manoel Thomaz Carvalhal (1905 - 1997)             |                                                    |                                 | —                                                                       | 22 de novembro de 1945 até 19 de dezembro de 1945 (27 dias)         | 22 de novembro de 1945 até 19 de dezembro de 1945 (27 dias)         |                                                           | Prefeito interino                                |
| 13      | José Romeiro Pereira (1914 - 1961)                |                                                    | PSD                             | —                                                                       | 20 de dezembro de 1945                                              | 1947                                                                | Nomeador José Carlos de Macedo Soares Interventor federal | [ 21 ] [ 22 ] [ 23 ]                             |
| —       | Alceu de Toledo Pontes (1900 - 1980)              |                                                    |                                 | —                                                                       | 1947                                                                | 1947                                                                |                                                           | Prefeito interino                                |
| —       | José de Castro Marcondes (1913 - 1989)            |                                                    |                                 | —                                                                       | 1947                                                                | 1947                                                                |                                                           | Prefeito interino                                |
| 14      | Vasco Antonio Venchiarutti (1920 - 1980)          |                                                    | PSP                             | —                                                                       | 1948                                                                | 1951                                                                | 1947                                                      | Prefeito eleito em sufrágio universal            |
| 15      | Luiz Latorre (1912 - 1988)                        |                                                    | PSP                             | José Bálsamo Júnior (PSP)                                               | 1952                                                                | 1955                                                                | 1951                                                      | Prefeito eleito em sufrágio universal            |
| 16      | Vasco Antonio Venchiarutti (1920 - 1980)          |                                                    | PSP                             | Joaquim Candelário de Freitas                                           | 1956                                                                | 1959                                                                | 1955                                                      | Prefeito eleito em sufrágio universal            |
| 17      | Omair Zomignani (1926 - 2016)                     |                                                    | PTB                             | Mário de Miranda Chaves                                                 | 1960                                                                | 1963                                                                |                                                           | [ 29 ] [ 30 ]                                    |
| —       | Mário de Miranda Chaves (1918 - 1995)             |                                                    |                                 | —                                                                       | 1963                                                                | 1963                                                                |                                                           | Prefeito interino                                |
| —       | Pedro Ribeiro (1935 - 1988)                       |                                                    | PDC                             | —                                                                       | 1 de novembro de 1963 até 30 de novembro de 1963 (29 dias)          | 1 de novembro de 1963 até 30 de novembro de 1963 (29 dias)          |                                                           | Prefeito interino                                |
| 18      | Pedro Fávaro (1925 - 2004)                        |                                                    | ARENA                           | Virgílio Torricelli                                                     | 1964                                                                | 1969                                                                |                                                           | Prefeito eleito em sufrágio universal            |
| 19      | Walmor Barbosa Martins (1931 - 2023)              |                                                    | ARENA                           | Tarcísio Germano de Lemos                                               | 1969                                                                | 1973                                                                |                                                           | Prefeito eleito em sufrágio universal            |
| 20      | Íbis Cruz (1934)                                  |                                                    | ARENA                           | Flávio Ceolin                                                           | 1973                                                                | 1977                                                                |                                                           | Prefeito eleito em sufrágio universal            |
| 21      | Pedro Fávaro (1925 - 2004)                        |                                                    | ARENA                           | Ary Fossen PTB                                                          | 1977                                                                | 1983                                                                | 1976                                                      | Prefeito eleito em sufrágio universal            |
| 22      | André Benassi (1937)                              |                                                    | PMDB                            | Mauro de Camargo Traldi PMDB                                            | 1 de fevereiro de 1983 até 1 de janeiro de 1989 (4 anos)            | 1 de fevereiro de 1983 até 1 de janeiro de 1989 (4 anos)            | 1982                                                      | Prefeito eleito em sufrágio universal            |
| 23      | Walmor Barbosa Martins (1931 - 2023)              |                                                    | PTB                             | Pedro Fávaro PMDB                                                       | 1 de janeiro de 1989 até 1 de janeiro de 1993 (4 anos)              | 1 de janeiro de 1989 até 1 de janeiro de 1993 (4 anos)              | 1988                                                      | Prefeito eleito em sufrágio universal            |
| 24      | André Benassi (1937)                              |                                                    | PSDB                            | Miguel Haddad (1993-1994) PSB (1994) PSDB (1995)                        | 1 de janeiro de 1993 até 1 de janeiro de 1997 (4 anos)              | 1 de janeiro de 1993 até 1 de janeiro de 1997 (4 anos)              | 1992                                                      | Prefeito eleito em sufrágio universal            |
| 24      | André Benassi (1937)                              | Cargo Vago (1995-1996)                             | PSDB                            |                                                                         | 1 de janeiro de 1993 até 1 de janeiro de 1997 (4 anos)              | 1 de janeiro de 1993 até 1 de janeiro de 1997 (4 anos)              | 1992                                                      | Prefeito eleito em sufrágio universal            |
| 25 e 26 | Miguel Haddad (1957)                              |                                                    | PSDB                            | Ary Fossen (1997-1998) PSDB                                             | 1 de janeiro de 1997 até 1 de janeiro de 2005 (8 anos)              | 1 de janeiro de 1997 até 1 de janeiro de 2005 (8 anos)              | 1996                                                      | Prefeito eleito e reeleito em sufrágio universal |
| 25 e 26 | Miguel Haddad (1957)                              | Cargo Vago (1999-2000)                             | PSDB                            |                                                                         | 1 de janeiro de 1997 até 1 de janeiro de 2005 (8 anos)              | 1 de janeiro de 1997 até 1 de janeiro de 2005 (8 anos)              | 1996                                                      | Prefeito eleito e reeleito em sufrágio universal |
| 25 e 26 | Miguel Haddad (1957)                              | Antônio Carlos de Castro Siqueira (2001-2004) PSDB | PSDB                            | 2000                                                                    | 1 de janeiro de 1997 até 1 de janeiro de 2005 (8 anos)              | 1 de janeiro de 1997 até 1 de janeiro de 2005 (8 anos)              |                                                           | Prefeito eleito e reeleito em sufrágio universal |
| 27      | Ary Fossen (1937 - 2012)                          |                                                    | PSDB                            | Juca Chaves Rodrigues PMDB                                              | 1 de janeiro de 2005 até 1 de janeiro de 2009 (4 anos)              | 1 de janeiro de 2005 até 1 de janeiro de 2009 (4 anos)              | 2004                                                      | Prefeito eleito em sufrágio universal            |
| 28      | Miguel Haddad (1957)                              |                                                    | PSDB                            | Luiz Fernando Machado (2009-2010) PSDB                                  | 1 de janeiro de 2009 até 1 de janeiro de 2013 (4 anos)              | 1 de janeiro de 2009 até 1 de janeiro de 2013 (4 anos)              | 2008                                                      | Prefeito eleito em sufrágio universal            |
| 28      | Miguel Haddad (1957)                              | Cargo Vago (2011-2012)                             | PSDB                            |                                                                         | 1 de janeiro de 2009 até 1 de janeiro de 2013 (4 anos)              | 1 de janeiro de 2009 até 1 de janeiro de 2013 (4 anos)              | 2008                                                      | Prefeito eleito em sufrágio universal            |
| 29      | Pedro Bigardi (1959)                              |                                                    | PCdoB (2012-2016)               | Durval Orlato PT (2012-2016) PROS (2016)                                | 1 de janeiro de 2013 até 1 de janeiro de 2017 (4 anos)              | 1 de janeiro de 2013 até 1 de janeiro de 2017 (4 anos)              | 2012                                                      | Prefeito eleito em sufrágio universal            |
| 29      | Pedro Bigardi (1959)                              | PSD (2016)                                         |                                 | Durval Orlato PT (2012-2016) PROS (2016)                                | 1 de janeiro de 2013 até 1 de janeiro de 2017 (4 anos)              | 1 de janeiro de 2013 até 1 de janeiro de 2017 (4 anos)              | 2012                                                      | Prefeito eleito em sufrágio universal            |
| 30 e 31 | Luiz Fernando Machado (1977)                      |                                                    | PSDB (2017-2023) PL (2023-2024) | Antônio de Pádua Pacheco PV (2017-2018) PL (2018-2019) PROS (2019-2020) | 1 de janeiro de 2017 até 1 de janeiro de 2025 (8 anos)              | 1 de janeiro de 2017 até 1 de janeiro de 2025 (8 anos)              | 2016                                                      | Prefeito eleito e reeleito em sufrágio universal |
| 30 e 31 | Luiz Fernando Machado (1977)                      | Gustavo Martinelli UNIÃO                           | PSDB (2017-2023) PL (2023-2024) | 2020                                                                    | 1 de janeiro de 2017 até 1 de janeiro de 2025 (8 anos)              | 1 de janeiro de 2017 até 1 de janeiro de 2025 (8 anos)              |                                                           | Prefeito eleito e reeleito em sufrágio universal |
| 32      | Gustavo Martinelli (1985)                         |                                                    | UNIÃO (2025-Atualmente)         | Ricardo Benassi NOVO (2025-Atualmente)                                  | Início em 1 de janeiro de 2025 (217 dias até o momento)             | Início em 1 de janeiro de 2025 (217 dias até o momento)             | 2024                                                      | Prefeito eleito em sufrágio universal            |